# Neue Residenz Passau

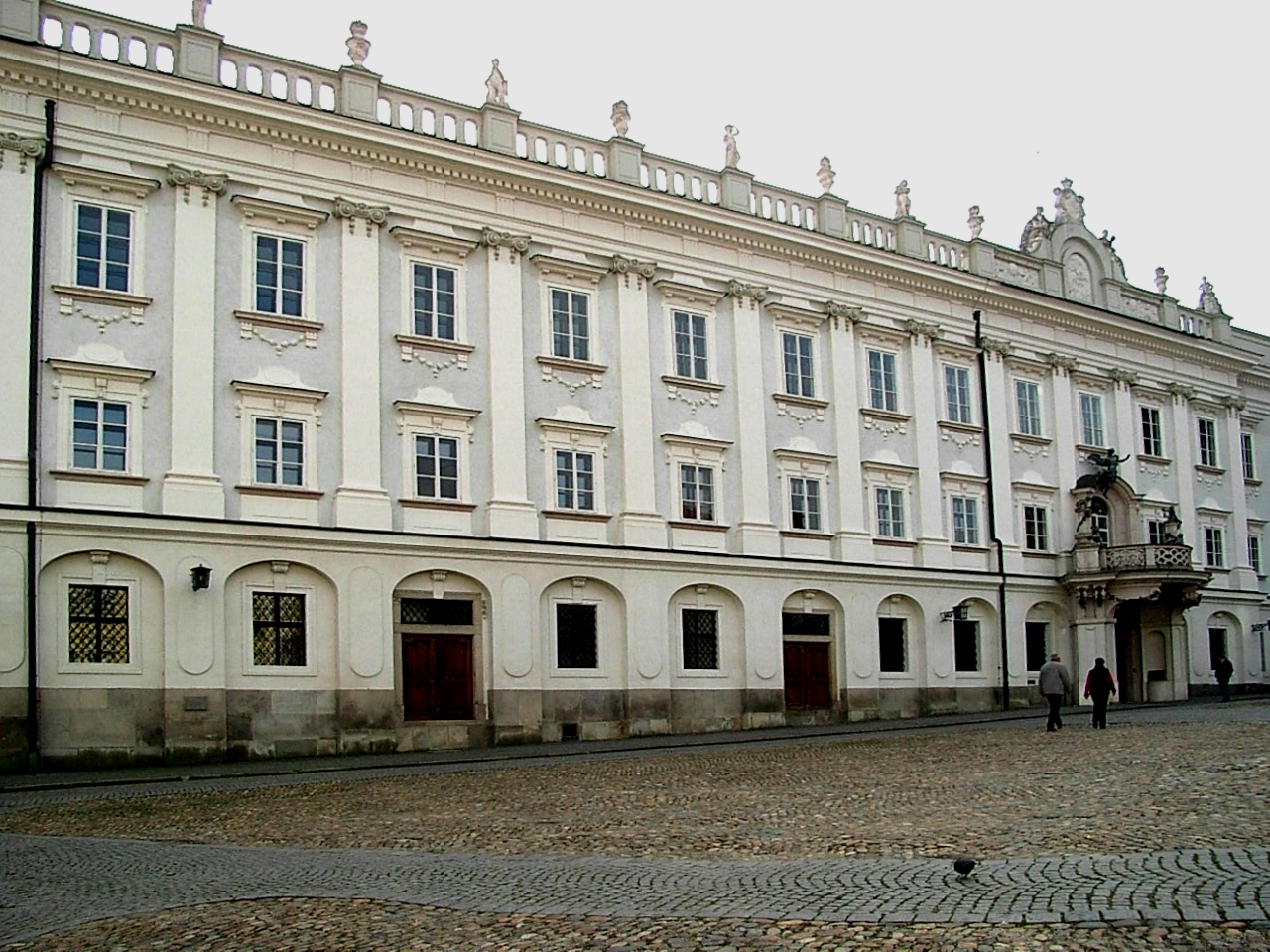
Die Neue bischöfliche Residenz

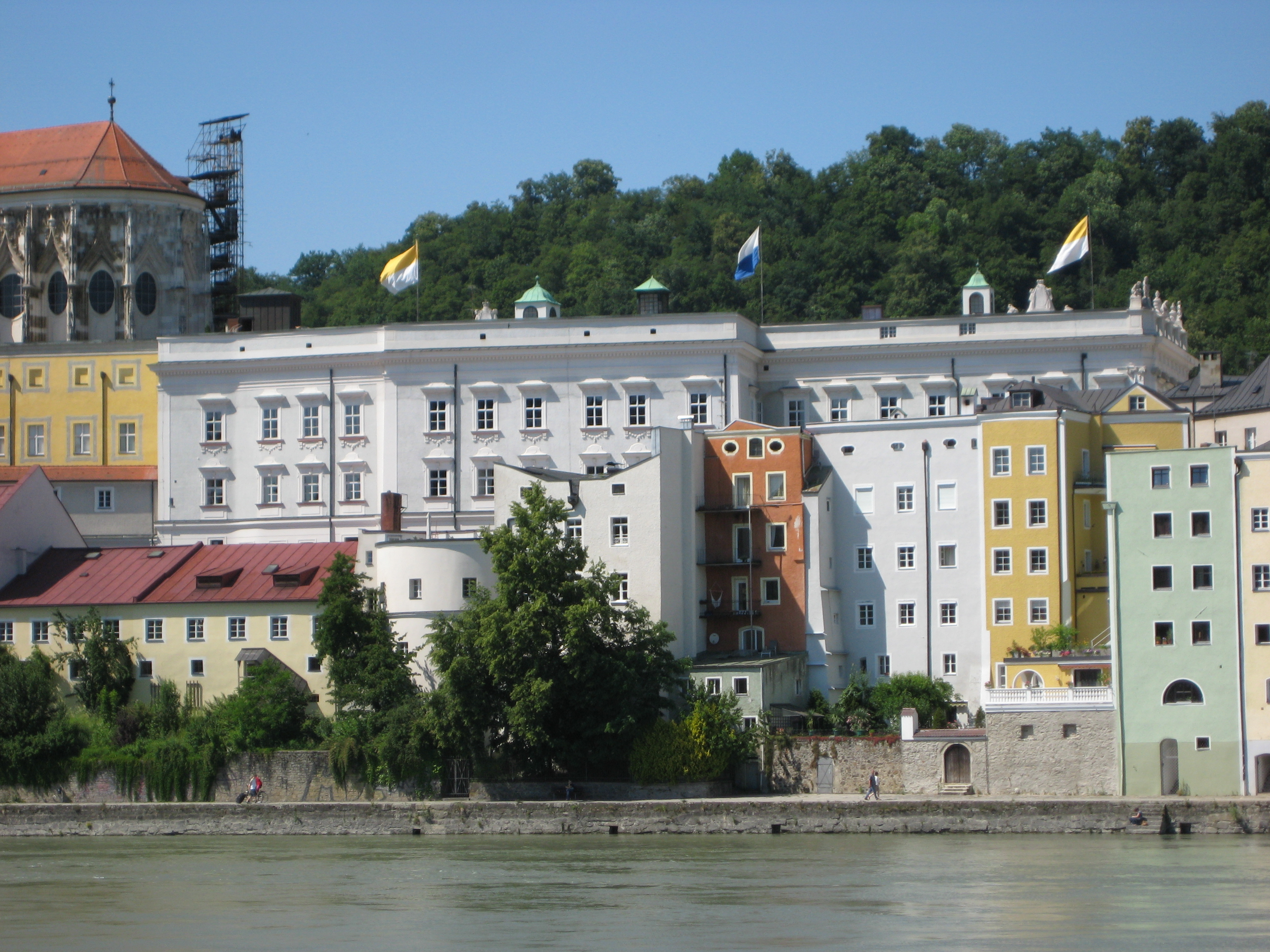
Südseite der Neuen Residenz

Die Neue bischöfliche Residenz der Fürstbischöfe von Passau wurde von 1712 bis 1730 im Stil des Wiener Spätbarocks errichtet. Baumeister waren vermutlich der Italiener Domenico d’Angeli und der Wiener Antonio Beduzzi. Die Anlage ist unter der Aktennummer D-2-62-000-486 als Baudenkmal von Passau verzeichnet.

## Beschreibung
Unter Fürstbischof Kardinal Leopold Ernst von Firmian erhielt das Gebäude 1765 bis 1771 durch den Wiener Melchior Hefele den Fassadenschmuck mit zwei Portalen und einer Dachbalustrade. Die beiden vorkragenden Balkone sind mit den Jahreszahlen 1770 und 1771 bezeichnet. 
Im Inneren ist vor allem das Treppenhaus mit seinen Stuckaturen von Johann Baptist Modler und dem Deckenfresko von Johann Georg Unruhe aus der Zeit um 1768 von Bedeutung. Das Deckenfresko stellt die Götter des Olymps dar. Auf den Treppengeländern sitzen Putten, die der Passauer Bildhauer Joseph Bergler der Ältere geschaffen hat. 
Das Treppenhaus ist zugänglich. In der Neuen Residenz befindet sich heute das Bischöfliche Ordinariat mit dem Eingang zum Domschatzmuseum. Über den sogenannten Saalbau ist das Gebäude mit der Alten Residenz verbunden.
Zum Gesamtkomplex der Residenz siehe Residenz (Passau).